# ハンキー・パンキー (ハンク・ジョーンズのアルバム)
『ハンキー・パンキー』 (Hanky Panky) は、ハンク・ジョーンズが1975年に発表したアルバム。
1930年代から、91歳となる2010年まで演奏を続けたピアニスト、ハンク・ジョーンズが、ジャズ界で再び大きな脚光を得たきっかけとなったリーダーアルバム。

## 発売までの経由
80年近くのキャリア、600枚以上とも言われるアルバムに参加した巨匠ハンクにも、ゲスト録音が多くなった1960年代から、1974年までの期間、リーダーアルバムを録音しなかった期間があった。そんな期間、現状維持どころか情熱的に練習を重ね独自のハンクワールドを作り上げたハンクは、57歳にしてこのアルバムで新たなスタイルを見せ、その評価は1950年代の活躍期以上のものとなった。

## 曲目
1. "Nothin' Beats An Evil Woman" (3:50)
2. "Warm Blue Stream" (4:40)
3. "Confidence" (3:41)
4. "Wind Flower" (5:31)
5. "Minor Contention"（Compose by ハンク・ジョーンズ）(4:02)
6. "Favors" (6:36)
7. "As Long As I Live" (5:48)
8. "Oh, What A Beautiful Morning" (5:46)
9. "Hanky Panky" (4:41)

## パーソネル
- ハンク・ジョーンズ - ピアノ、リーダー
- グラディ・テイト - ドラムス
- ロン・カーター - ベース